# Sergestes hamifer
Sergestes hamifer är en kräftdjursart som beskrevs av Alcock och Anderson 1894. Sergestes hamifer ingår i släktet Sergestes och familjen Sergestidae. Inga underarter finns listade i Catalogue of Life.